# Bostrychoplites cornutus
Bostrychoplites cornutus är en skalbaggsart som först beskrevs av Olivier 1790.  Bostrychoplites cornutus ingår i släktet Bostrychoplites och familjen kapuschongbaggar. Arten förekommer tillfälligt i Sverige, men reproducerar sig inte. Inga underarter finns listade i Catalogue of Life.

## Bildgalleri

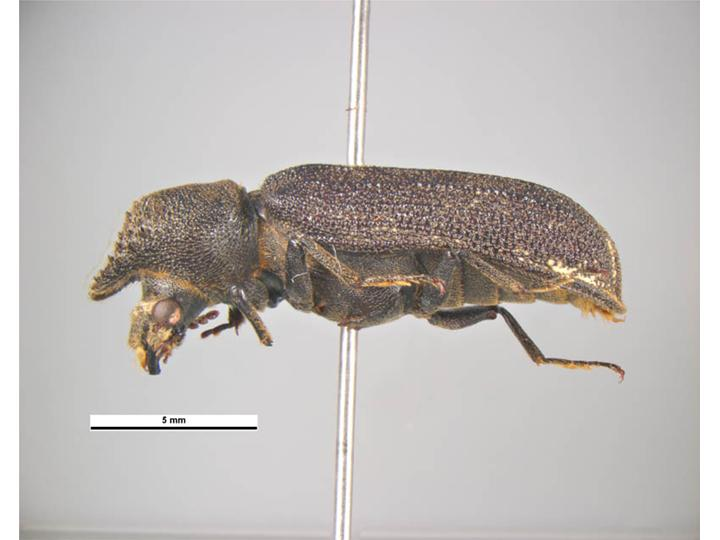